# Дівчина з Плейнвіля
Дівчина з Плейнвіля (англ. The Girl from Plainville) — американський драматичний телесеріал, створений Ліз Ганною та Патріком Макманусом. У телесеріалі зіграли Ель Феннінг і Колтон Райан. Прем'єра серіалу відбулася на Hulu 29 березня 2022 року. Частину серіалу показали на SXSW 12 березня 2022 року . Серіал є драматичною інтерпретацією подій, які призвели до смерті Конрада Роя та його дівчини Мішель Картер за вбивство з необережності.

## Синопсис
Дівчина з Плейнвіля досліджує події, що призвели до смерті Конрада Роя та його дівчини Мішель Картер за вбивство з необережності.

## Актори та персонажі

### Головний каст
- Ель Феннінг — Мішель Картер
- Колтон Райан[en] — Конрад «Коко» Рой III
- Хлоя Севіньї  — Лінн Рой
- Норберт Лео Буц[en] — Конрад «Ко» Рой II
- Кара Буоно — Гейл Картер
- Кай Леннокс — Девід Картер

### Додатковий каст
- Пітер Ґереті[en] — Конрад Рой-старший.
- Майкл Мослі[en] — Джозеф Катальдо
- Елла Кеннеді Девіс — Сідні Рой
- Перл Аманда Діксон — Сьюзі Пірс
- Шарік Хан — Адам
- Кайлі Лія Пейдж — Кессі Вілкінс
- Джефф Волберг — Роб Махоні

## Список епізодів
| № серії | Назва серії                                                                  | Режисер(и)     | Сценарист(и)   | Оригінальна дата виходу | Код серії      |
| ------- | ---------------------------------------------------------------------------- | -------------- | -------------- | ----------------------- | -------------- |
| 1       | «Зіркові коханці та подібні речі» «Star-Crossed Lovers and Things Like That» | Ліза Холоденко | Буде визначено | 29 березня 2022         | Буде оголошено |
| 2       | «Черепаха» «Turtle»                                                          | Ліза Холоденко | Буде визначено | 29 березня 2022         | Буде оголошено |
| 3       | «Я ніколи не» «Never Have I Ever»                                            | Буде визначено | Буде визначено | 29 березня 2022         | Буде оголошено |
| 4       | «Більше не можу боротися з цим почуттям» «Can't Fight This Feeling Anymore»  | Буде визначено | Буде визначено | 5 квітня 2022           | Буде оголошено |
| 5       | «Дзеркальна куля» «Mirrorball»                                               | Буде визначено | Буде визначено | 12 квітня 2022          | Буде оголошено |
| 6       | «Розмова зцілює» «Talking Is Healing»                                        | Буде визначено | Буде визначено | 19 квітня 2022          | Буде оголошено |
| 7       | «TBA» «Teenage Dirtbag»                                                      | Буде визначено | Буде визначено | 26 квітня 2022          | Буде оголошено |
| 8       | «TBA» «Blank Spaces»                                                         | Буде визначено | Буде визначено | 3 травня 2022           | Буде оголошено |

## Виробництво

### Розробка
15 серпня 2019 року було оголошено, що Universal Cable Productions розробляє телевізійний серіал, натхненний реальною справою, де продюсерами-консультантами виступають документаліст Ерін Лі Карр та журналіст Джессі Баррон. 7 серпня 2020 року було повідомлено, що серіал отримав назву «Дівчина з Плейнвіля» і вийде на Hulu. Серіал створили Ліз Ганна та Патрік Макманус, які також, як очікується, будуть виконавчими продюсерами разом з Ель Фаннінг та Бріттані Каган Ворд. Universal Content Productions, Echo Lake Entertainment і Littleton Road Productions є виробничими компаніями, які беруть участь у виробництві серіалу. 14 квітня 2021 року було оголошено, що Ліза Холоденко буде режисером перших двох епізодів серіалу. 2 вересня 2021 року повідомлялося, що Ганна, Зетна Фуентес і Піппа Б'янко були залучені в якості режисерів. Вихід серіалу відбувся 29 березня 2022 року.
Зйомки серіалу почалися 17 серпня 2021 року і завершилися 10 грудня 2021 року в Савані, штат Джорджія .

### Кастинг
Після оголошення замовлення серіалу повідомлялося, що Ель Феннінг отримала головну роль. 6 травня 2021 року було оголошено, що Колтон Райан приєднався до акторського складу на головну роль. У серпні 2021 року повідомлялося, що Хлоя Севіньї, Норберт Лео Буц, Кара Буоно і Кай Леннокс були обрані постійними учасниками серіалу. 1 жовтня 2021 року було оголошено, що Пітер Ґереті, Майкл Мослі, Елла Кеннеді Девіс, Перл Аманда Діксон, Кайлі Лія Пейдж і Джефф Волберг приєдналися до акторського складу в повторюваних ролях.